# Classe Forrest Sherman
Classe Forrest Sherman foi uma classe de navios de guerra do tipo contratorpedeiro desenvolvida para a Marinha dos Estados Unidos.
Os dezoito contratorpedeiros da classe foram os primeiros a serem construídos depois da Segunda Guerra Mundial.

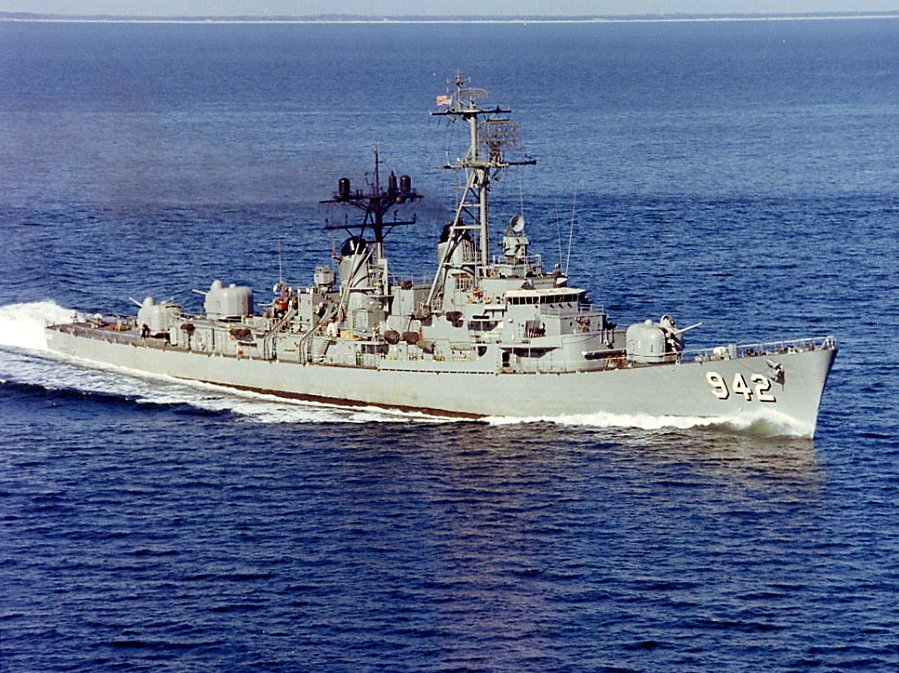
USS Bigelow (DD-942).

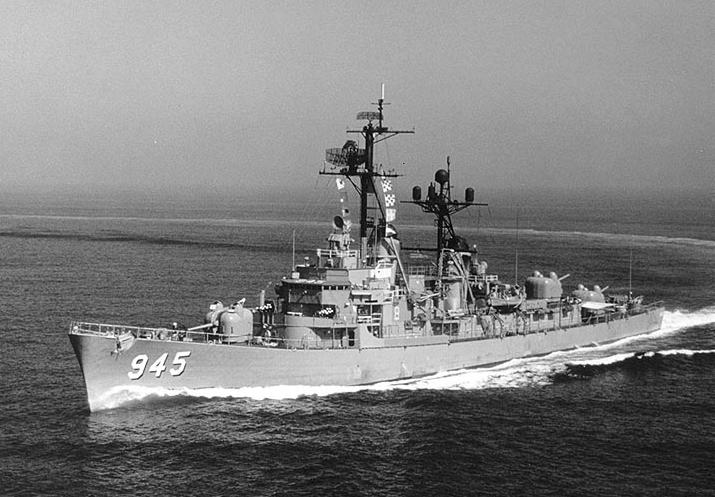
USS Hull (DD-945).

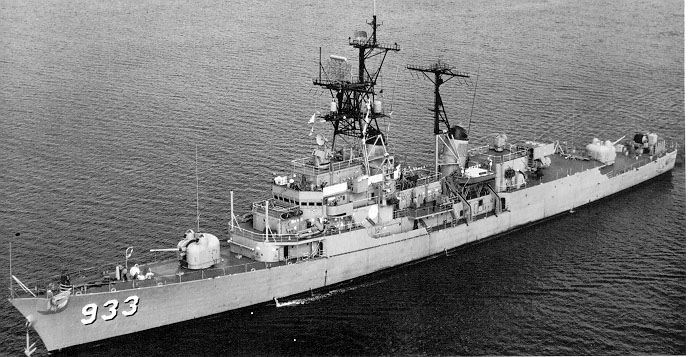
USS Barry (DD-933).

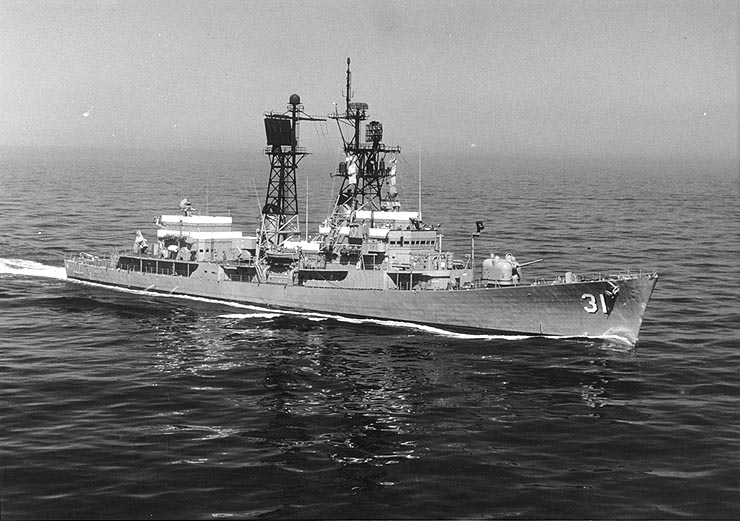
USS Decatur (DD-936).

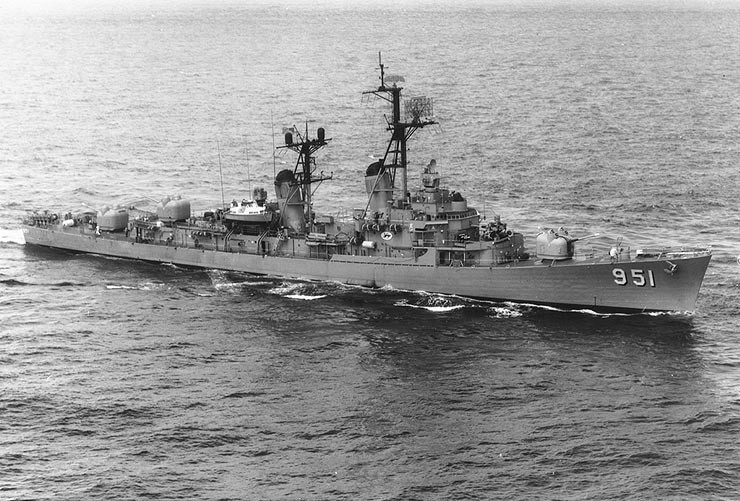
USS Turner Joy (DD-951).

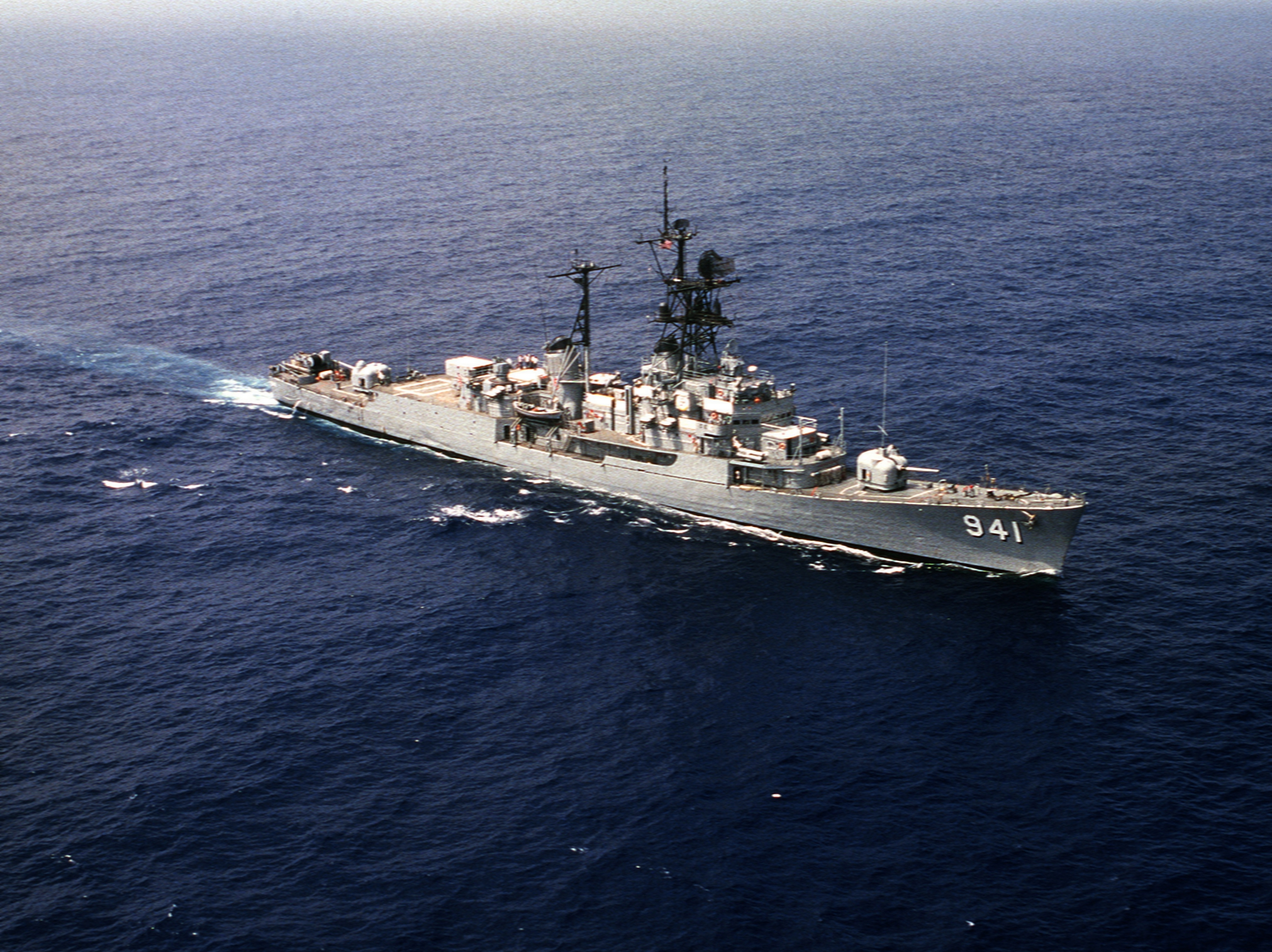
USS Du Pont (DD-941).

## Armamento
- 3 canhões de 5 polegadas (127 mm)
- 4 canhões de 3 polegadas (76 mm)
- 2 lançadores de carga de profundidade Hedgehogs
- 4 tubos de torpedos de 21 polegadas (533 mm)

## Navios na classe
| Navio              | No. amura     | Estaleiro                               | Comissionado– Descomissionado | Situação                                                                                  |        |
| ------------------ | ------------- | --------------------------------------- | ----------------------------- | ----------------------------------------------------------------------------------------- | ------ |
| Forrest Sherman    | DD-931        | Bath Iron Works                         | 1955–1982                     | Desmontado em 2010                                                                        | [ 2 ]  |
| John Paul Jones    | DD-932/DDG-32 | Bath Iron Works                         | 1956–1982                     | Alvo para exercícios em 2001                                                              | [ 3 ]  |
| Barry              | DD-933        | Bath Iron Works                         | 1956–1982                     | Transformado em navio-museu em Washington, D.C.                                           | [ 4 ]  |
| Decatur            | DD-936/DDG-31 | Bethlehem Steel, Fore River Shipyard    | 1956–1983                     | Alvo para exercícios em 2004                                                              | [ 5 ]  |
| Davis              | DD-937        | Bethlehem Steel, Fore River Shipyard    | 1957–1982                     | Transformado em sucata em 1994                                                            | [ 6 ]  |
| Jonas Ingram       | DD-938        | Bethlehem Steel, Fore River Shipyard    | 1957–1983                     | Alvo para exercícios em 1988                                                              | [ 7 ]  |
| Manley             | DD-940        | Bath Iron Works                         | 1957–1983                     | Transformado em sucata em 1994                                                            | [ 8 ]  |
| Du Pont            | DD-941        | Bath Iron Works                         | 1957–1983                     | Transformado em sucata em 1992                                                            | [ 9 ]  |
| Bigelow            | DD-942        | Bath Iron Works                         | 1957–1982                     | Alvo para exercícios em 2003                                                              | [ 10 ] |
| Blandy             | DD-943        | Bethlehem Steel, Fore River Shipyard    | 1957–1982                     | Transformado em sucata em 1994                                                            | [ 11 ] |
| Mullinnix          | DD-944        | Bethlehem Steel, Fore River Shipyard    | 1958–1983                     | Alvo para exercícios em 1992                                                              | [ 12 ] |
| Hull               | DD-945        | Bath Iron Works                         | 1958–1983                     | Alvo para exercícios em 1998                                                              | [ 13 ] |
| Edson              | DD-946        | Bath Iron Works                         | 1958–1988                     | Desativado em 2004, aguardando reforma para ser transformado em navio-museu               | [ 14 ] |
| Somers             | DD-947/DDG-34 | Bath Iron Works                         | 1959–1982                     | Alvo para exercícios em 1998                                                              | [ 15 ] |
| Morton             | DD-948        | Ingalls Shipbuilding                    | 1959–1982                     | Transformado em sucata em 1992                                                            | [ 16 ] |
| Parsons            | DD-949/DDG-33 | Ingalls Shipbuilding                    | 1959–1982                     | Alvo para exercícios em 1989                                                              | [ 17 ] |
| Richard S. Edwards | DD-950        | Puget Sound Bridge and Dredging Company | 1959–1982                     | Alvo para exercícios em 1997                                                              | [ 18 ] |
| Turner Joy         | DD-951        | Puget Sound Bridge and Dredging Company | 1959–1982                     | Doado para ser transformado em navio-museu em 1991; em exposição em Bremerton, Washington | [ 19 ] |